# 三條紋
三條紋（英語：Three stripes），是阿迪達斯的商標，由三條平行線組成，出現在阿迪達斯典型服裝的側面。阿迪達斯在歷史早期就以這種品牌聞名，其所有者阿道夫·達斯勒將其描述為“三條紋公司”。

## 歷史
芬蘭體育博物館收藏芬蘭運動鞋品牌Karhu Sports的一雙40年代的三條紋鞋。根據另一個消息來源，三條紋標誌是由阿迪達斯公司創辦人阿道夫·達斯勒成立的，並於1949年首次用於鞋類，當時阿迪達斯才剛成立。繼1952年夏季奧林匹克運動會辦在芬蘭赫爾辛基，阿迪達斯從Karhu Sports手中收購標誌性的三條紋，價值為兩瓶威士忌，而價格是1,600歐元。
1971年設計三葉草標誌並於1972年推出，然後趕上1972年夏季奧林匹克運動會並在西德慕尼黑舉行。這個標誌一直持續到1997年，當時公司推出了“三條”標誌（由當時的創意總監彼得·摩爾設計），最初用於設備系列產品。1949年註冊的鞋款設計在側面加入了三個條紋。

## 流行文化
英國饒舌歌手女暴君在她的專輯Public Warning中的歌曲“Hoodie”中引用三條紋商標。這張專輯於2006年發行並進行多次混音，再次涉及到三條紋商標的引用。Hardbass Davay（愛沙尼亞）於 2016年創作了一首短片，名為“TRI POLOSKI”（字面上的意思是“三條紋”）。自1980年夏季奧林匹克運動會在蘇聯莫斯科舉辦，阿迪達斯或“三條紋品牌”一直是俄羅斯“gopniks”（俄羅斯下層村莊的典型幫派成員，沉迷於伏特加和重低音歌曲）的商標，因此成為Hardbass的主要主題。

## 外部連結
- A tale of three stripes and family strife （页面存档备份，存于）
- The Adidas Three-Stripes Saga Continues （页面存档备份，存于）
- Adidas under the microscope (Ip Conference London 23 September 2008) （页面存档备份，存于）
- Three stripes? Think twice[], Newsletter - Spring 2009, TLT LLP
- Bird & Bird Adidas’ three stripes trade mark: Should Freihaltebedürfnis (public interest) be considered in the infringement assessment? （页面存档备份，存于）
- Adidas defeated in ‘three-stripes’ trademark ruling （页面存档备份，存于）